# هارودزبرگ (ایندیانا)
هارودزبرگ (به انگلیسی: Harrodsburg) یک منطقهٔ مسکونی در ایالات متحده آمریکا است که در شهرستان مونرو، ایندیانا واقع شده‌است. هارودزبرگ ۶۹۱ نفر جمعیت دارد و ۱۷۰٫۰۸ متر بالاتر از سطح دریا واقع شده‌است.